# Sevier (fiume)
Il fiume Sevier (in inglese Sevier River, pronuncia /sɛˈvɪər/) è il fiume più lungo dello stato dello Utah, negli Stati Uniti d'America. Nasce nel Deserto dello Utah e scorre interamente nello stato per tutti i suoi 616 km, irrigando un'estesa catena di valli agricole separate da profondi canyon, per poi sfociare nell'intermittente Lago Sevier. Le acque del Sevier Superiore si usano estesamente per l'irrigazione, e conseguentemente il Lago Sevier è ora  essenzialmente asciutto.

## Corso
L'Associazione degli utenti delle acque del fiume Sevier (Sevier River Water Users Association) suddivide il fiume in quattro sezioni principali: Superiore, Centrale, Gunnison e Inferiore.
Superiore: le sorgenti del Sevier sono nella contea nordoccidentale di Kane lungo il lato occidentale dell'Altopiano di Paunsaugunt, e scorre verso nord nella contea di Garfield attraverso un'estesa vallata a fianco dell'altopiano oltre Hatch e Panguitch. Lungo il confine di contea Garfield-Piute, il Sevier scende attraverso il Circleville Canyon, stretto 8 km, emergendo nella Valle di Circle presso Circleville. Scorre poi in direzione nordest verso Junction, dove riceve l'East Fork da est e passa attraverso il Bacino Piute.
Centrale: scorre a nord attraverso la contea di Piute fino a Marysvale, poi scende attraverso il Sevier Canyon, di 13 km, emergendo a sud di Sevier. Scorre quindi verso a nordest oltre Richfield e Salina.
Gunnison e Lower: dopo la confluenza con il San Pitch e ~32 km a sudovest di Nephi, il fiume si dirige verso ovest intorno all'estremità settentrionale dei Monti Canyon nel Deserto Sevier, poi a sudovest oltre Delta e nel Lago Sevier nella contea di Millard, lungo il lato occidentale dei Monti Cricket. Le sue acque sono raccolte nella contea sudorientale di Juab all'estremità nord della valle per formare il Bacino di Sevier Bridge lungo 32 km. Il bacino di DMAD e i bacini di Gunnison Bend sono vicino a Delta con l'acqua del Sevier. L'acqua del DMAD va alla centrale a carbone di Intermountain, localizzata 14 km a ovest della U.S. Route 6, a nord di Delta.

## Origine del nome e storia
Il nome del fiume in inglese è una corruzione della parola spagnola severo. Gli esploratori spagnoli chiamarono infatti questo fiume Río Severo, ossia "fiume selvaggio" per la pericolosità delle sue acque.
I primi ad attraversare il fiume nel 1776 furono i membri della Spedizione Dominguez-Escalante, che lo chiamarono Río de Santa Isabel.
L'Associazione degli utenti delle acque del fiume Sevier ha installato un'attrezzatura di monitoraggio ad alimentazione solare, il Sistema di telemetria in tempo reale (Real-time Telemetry System), che riferisce sui flussi del fiume, sui flussi dei canali di deviazione, sulle altezze del bacino e sul tempo ogni ora.